# Eurydice (épouse d'Amyntas III)
Pour les articles homonymes, voir Eurydice (homonymie).
Eurydice, née vers 410-407 av. J.-C., morte en 365 ou 359, est une princesse macédonienne et l'épouse d'Amyntas III, roi de Macédoine. Elle est la mère de Philippe II.

## Biographie
Elle est la fille de Sirrhas, prédécesseur de Derdas II, prince d'Élimée et une petite-fille d'Arrabaios II, prince de la famille des Bacchiades et roi des Lyncestes. Plutarque mentionne qu'Eurydice serait d'origine illyrienne, mais tous les historiens modernes ne s'accordent pas sur ce fait.
Par son union avec Amyntas III, elle est la mère d'Alexandre II, de Perdiccas III, de Philippe II et d'Euryone, épouse de Ptolémée Alôros. Elle est donc une grand-mère d'Alexandre le Grand. Eurydice devient la maîtresse de son gendre Ptolémée Alôros et un complot des deux amants contre le roi Amyntas III aurait été dénoncé à son père par Euryone. Après la mort du roi, Ptolémée Alôros fait tuer son successeur, Alexandre II, fils aîné d'Eurydice, pour se saisir de la régence et du trône. 
La tombe d'Eurydice a été retrouvée en 1987 sur le site d'Aigai. Elle contient un trône de marbre peint de 2 m de hauteur.